# Cotyledon campanulata
Cotyledon campanulata là một loài thực vật có hoa trong họ Crassulaceae. Loài này được Marloth miêu tả khoa học đầu tiên năm 1907.